# Gospodarstvo (dnevni list, Zagreb)
Gospodarstvo je bio hrvatski dnevni gospodarski list iz Zagreba. U podnaslovu je stajalo "ogledalo hrvatskog gospodarskog života".
List je sadržavao priloge Bilanca, Izvješće Hrvatskog društvenog gospodarskog zavoda, Naša zaštita, Hrvatski šport (poslije je samostalno izlazio kao tjednik) i Željeznar. Gospodarstvo je izlazilo od 14. listopada 1941. do 14. ožujka 1945. godine.
Gospodarstvo je nastavio izlaziti kao nastavak dnevnog lista Hrvatske privrede.

## Poznati suradnici
- Nikola Kolja Kirigin

## Urednici
- Milivoj Huber